# Christophe Hay
Christophe Hay, né le 13 juin 1977 à Vendôme, est un chef cuisinier français.
Il dirige le complexe hôtelier Fleur de Loire à Blois (Loir-et-Cher), deux étoiles et une étoile verte au Guide Michelin. Il est également chef de La Table d'à Côté, une étoile Michelin. 
Outre ses récompenses, Christophe Hay est connu pour son engagement locavore.

## Biographie
Christophe Hay suit une formation au lycée hôtelier de Blois et auprès du chef étoilé Eric Reithler au Rendez-vous des pêcheurs. En 2002, Eric Reithler le présente à Paul Bocuse. Ce dernier lui confie l'ouverture de son restaurant Le Bistro de Paris dans le parc Epcot à Orlando, en Floride.
En 2008, il revient en France et rejoint le groupe Bessé Signature. Il devient chef du restaurant de l'Hôtel de Sers à Paris. Puis à partir de 2010, il supervise les cuisines de l’ hôtel Edouard VII  à Paris puis du Bel-Ami à Saint-Germain-des-Prés.
Il ouvre le 27 avril 2014 son restaurant La Table d'à Côté. En 2015, il obtient une étoile Michelin pour son restaurant.
En janvier 2019, il obtient une étoile Michelin pour La Table d'à Côté et une seconde étoile Michelin pour La Maison d'à Côté.

### Démarche et engagement
À partir de 2016, il cultive ses propres légumes et son potager lui permet d'être auto-suffisant de mai à septembre.
En 2019, il fait l'acquisition d'un cheptel de bœufs wagyu, élevés à Segré dans le Maine-et-Loire, afin de pouvoir servir ce type de viande en se fournissant localement. En octobre 2019, une épreuve de la saison 11 de Top Chef est tournée avec Christophe Hay autour de la viande de bœuf wagyu,. Elle est diffusée sur M6 le 25 mars 2020.
En septembre 2019, il est un des dix chefs français « engagés dans une gastronomie responsable » mis à l'honneur dans le livre Les incontournables,.

## Publications
- 2018 : Signature, un cuisinier à Fleur de Loire, Christophe Hay, éditions Flammarion,  (ISBN 978-2-0814-5799-7)
- 2024 : La Loire, trésors culinaires, Christophe Hay avec la collaboration de Hélène Luzin, éditions La Martinière  (ISBN 9791040115472)